# Piaski (powiat gostyński)

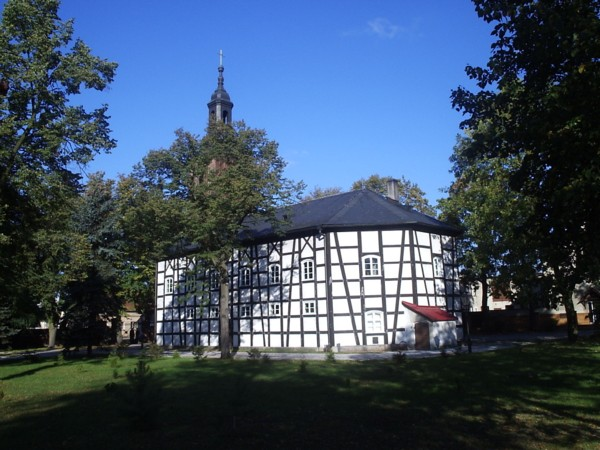
Kościół poewangelicki

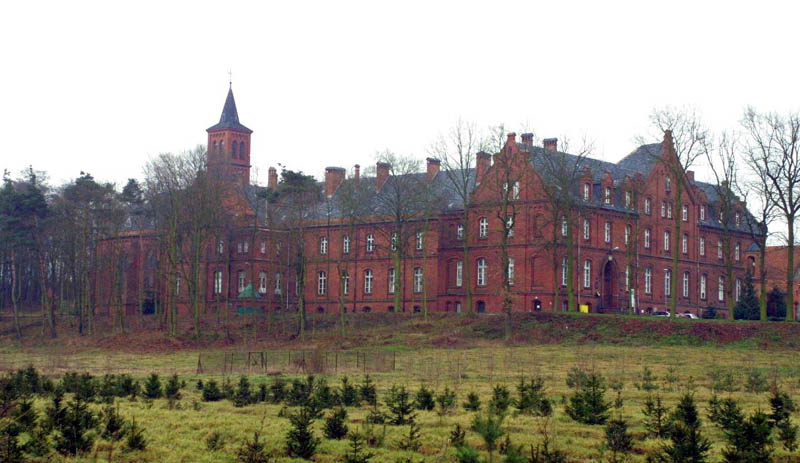
Szpital bonifratrów

Piaski (pol. hist. Piaseczna Góra, niem. Sandberg) – wieś (dawniej miasto) w Polsce położona w województwie wielkopolskim, w powiecie gostyńskim, w gminie Piaski. Największa wieś powiatu gostyńskiego. 
Piaski uzyskały lokację miejską w 1775 roku, zdegradowane w 1934 roku. W latach 1975–1998 miejscowość należała administracyjnie do województwa leszczyńskiego.

## Części wsi
| SIMC    | Nazwa                | Rodzaj    |
| ------- | -------------------- | --------- |
| 0374628 | Marysin              | część wsi |
| 0374663 | Piaski Wielkopolskie | część wsi |

## Historia Piasków
- 1775 – założenie Piasecznej Góry przez kasztelana Karola Koszutskiego herbu Leszczyc, na mocy przywileju lokacyjnego wystawionego dnia 15 stycznia 1775 roku przez króla Stanisława Augusta Poniatowskiego i sprowadzenie pierwszych osadników (początkowo wyłącznie osadnicy niemieccy i Żydzi)[7][8].
- lata 1778-1782 – zbudowanie zboru protestanckiego (ewangelicko-augsburskiego).
- 1895 – powstanie szpitala bonifratrów na wzgórzach Marysina. Szpital został zbudowany wysiłkiem polskiego społeczeństwa Wielkopolski jako wyraz walki z germanizacją. Głównym fundatorem był hrabia Marceli Żółtowski, dziedzic majątku Godurowo.
- 1903 – powstanie Piaskowskiego Towarzystwa Przemysłowców.
- około 1910 – powstanie ogniw Towarzystwa Gimnastycznego Sokół.
- 1912 – powstanie Koła Śpiewackiego „Chopin”.
- początek stycznia 1919 roku – przejęcie władzy z rąk pruskich.
- 28 maja 1934 – wydanie przez Radę Ministrów RP rozporządzenia, na podstawie którego Piaski tracą po przeszło półtora wieku prawa miejskie.
- 27 stycznia 1945 – do Piasków wkraczają jednostki Armii Radzieckiej, kończy się okupacja niemiecka[7][8].
- 1 września 1999 – zostaje uroczyście oddany do użytku nowy budynek szkolny dla Zespołu Szkół Szkoły Podstawowej i Gimnazjum nr 1 w Piaskach.
- 2000 – szpital na Marysinie wraca w ręce bonifratrów.

## Samorządowe instytucje oświatowe i kulturalne w Piaskach
- Przedszkole Samorządowe przy ul. Dworcowej 25[9]
- Zespół Szkół – Szkoła Podstawowa im. Mikołaja Kopernika i Gimnazjum nr 1 przy ul. Drzęczewskiej 9[10]
- Warsztat Terapii Zajęciowej przy ul. Szkolnej 1[11]
- Gminny Ośrodek Kultury[12] i Gminna Biblioteka Publiczna[13] przy ul. Strzeleckiej 4

## Turystyka
Przez Piaski przebiega trasa ścieżki rowerowej, na którą składają się dwa szlaki: turystyczno-komunikacyjny Piaski – Gostyń – Piaski, z którego wjechać można w ścieżkę turystyczno dydaktyczną o długości 16 km Piaski – Smogorzewo – Drzęczewo Pierwsze – Drzęczewo Drugie – Piaski. Turystyczno-dydaktyczna ścieżka rozpoczyna się przy Zespole Szkół w Piaskach, przy ul. Drzęczewskiej i prowadzi przez kompleksy leśne w Piaskach, Godurowie, Smogorzewie i Drzęczewie. Rowerzyści jadący tą ścieżką mogą podziwiać m.in. „Szwajcarię Godurowską” z punktu wypoczynkowo-widokowego przy 350-letnim dębie „Kasper”, dolinę rzeki Dąbrówki, łąki obrzańskie, torfowiska oraz uprawy leśne. Można kontynuować podróż jadąc dalej w kierunku Borku Wlkp., trasą ścieżki powiatowej, a nawet dalej, w kierunku miejscowości Niedźwiady i Książ Wielkopolski Trasa rowerowa nosi imię renesansowego poety Kaspra Miaskowskiego.

## Sport
W Piaskach działa Ludowy Klub Sportowy Korona Piaski, klub piłkarski grający w sezonie 2023/2024 w IV lidze, grupie wielkopolskiej.

## Przemysł
W Piaskach ma swoją siedzibę przedsiębiorstwo Simet S.A., producent opakowań z tektury falistej, rezystorów przemysłowych oraz elementów wentylacyjnych. Historia firmy datuje się od 1969 roku, kiedy to rozpoczęła działalność jako Spółdzielnia Inwalidów SIMET.